# Chasmina linea
Chasmina linea là một loài bướm đêm trong họ Noctuidae.